# Калина Сакскобургготска
Калина Сакскобургготска  (на испански: Kalina de Sajonia-Coburgo-Gotha y Gómez-Acebo, Kalina de Bulgaria) е българска княгиня, пето дете и единствена дъщеря на последния български цар (1943 – 1946) и министър-председател (2001 – 2005) на България Симеон II и царица Маргарита.
Официалното и монархически название е „Нейно Царско Височество Калина, Княгиня Българска и Херцогиня Саксонска“.

## Биография
Калина Сакскобургготска е родена на 19 януари 1972 в Мадрид, Испания. Завършва френски лицей и английски колеж в Мадрид. Следва в Лондонската академия по изкуствата и филология в Германия.

## Семейство
На 26 октомври 2002 Сакскобургготска сключва брак с испанския мореплавател Антонио „Китин“ Муньос Валкарсел. Бракосъчетание е извършено от софийския и пловдивския (католически) епископ Георги Йовчев в двореца „Царска Бистрица“ в Рила. На 14 март 2007 г. на двамата се ражда момче – Симеон-Хасан Муньос.
Симеон-Хасан Муньос е роден на 14 март 2007 г. в Университетската болница „Лозенец“ в София, България. На 23 април 2008 г. Симеон-Хасан е кръстен по каноните на Източноправославната църква в параклиса „Св. Иван Рилски“ на резиденцията Царска Бистрица.

## Българско гражданство
На 1 февруари 2013 г. Сакскобургготска съобщава, че по време на среща с премиера Бойко Борисов и министърката на правосъдието Диана Ковачева е поискала българско гражданство за себе си и сина си Симеон-Хасан Муньос.  Сакскобургготска е изявила желание да се състезава за България в турнири по конен спорт, като се очаква да започне състезания с конен клуб „Макс-99“ в Нова Загора. 